# Jessica Brown Findlay
Jessica Brown Findlay, född 14 september 1989 i Cookham, Berkshire, är en brittisk skådespelare. Findlay är bland annat känd för rollen som Lady Sybil Crawley i TV-serien Downton Abbey. Hon spelar även huvudrollen i filmen Albatross 2011 samt har en viktig roll i  Guernseys litteratur- och potatisskalspajssällskap.

## Filmografi i urval
- 2010–2012 – Downton Abbey (TV-serie), som Lady Sybil Crawley
- 2011 – Albatross
- 2012 – Labyrinten (TV-serie), som Alaïs Pelletier du Mas
- 2014 – Jamaica Inn (TV-serie), Mary Yellan
- 2014 – Winter's Tale[1]
- 2014 – The Riot Club[1]
- 2016 – This Beautiful Fantastic
- 2017 – Harlots (TV-serie), som Charlotte Wells
- 2018 – Guernseys litteratur- och potatisskalspajssällskap
- 2020 – The Banishing
- 2020 – Brave New World (TV-serie)
- 2022 – The Flatshare (TV-serie), som Tiffany
- 2025 – Allt för min son (TV-serie)